# 吴明兰
吴明兰（1972年9月—），贵州普安人，布依族，中华人民共和国政治人物、第十二届全国人民代表大会贵州地区代表。
毕业于贵州教育学院汉语言文学专业。加入中国民主促进会。2013年，担任全国人大代表。2018年2月24日，当选为第十三届全国人大代表。